# Mysidia adamare
Mysidia adamare är en insektsart som beskrevs av Broomfield 1985. Mysidia adamare ingår i släktet Mysidia och familjen Derbidae. Inga underarter finns listade i Catalogue of Life.